# Tullio De Piscopo
Tullio De Piscopo (Napoli, 24 febbraio 1946) è un batterista, cantautore, percussionista e bandleader italiano.

## Biografia
Cresciuto nella zona di Porta Capuana a Napoli, il padre Giuseppe era a sua volta un batterista e percussionista che suonava nell'orchestra del Real Teatro San Carlo di Napoli e nell'orchestra del Maestro Giuseppe Anepeta, uno dei più famosi arrangiatori e direttori d'orchestra della canzone napoletana, mentre il fratello maggiore Romeo (1937-1957), anch'egli batterista, faceva parte di complessi che suonavano nella zona di Bagnoli, gravitando attorno alla base NATO. All'età di tredici anni De Piscopo lavorava nei nightclub della medesima zona, molto frequentati dai soldati americani, mentre in seguito entrò a far parte di gruppi jazz cittadini.
Nel 1969, all'età di ventitré anni, si trasferì a Torino, riuscendo ad affermarsi sulla scena musicale ottenendo una scrittura come batterista fisso allo Swing Club, locale jazz torinese dell'epoca per poi spostarsi, nello stesso anno, a Milano; da qui in poi la sua carriera sarebbe stata contraddistinta da moltissime collaborazioni di prestigio con artisti d'oltre oceano in tournée in Europa, da prestazioni in orchestre, qualche album solista e qualche album in cui accompagna musicisti di alto livello. Fu anche turnista per gruppi dance e per importanti maestri, fra cui Franco Battiato, Tony Mimms, Augusto Martelli, Victor Bach, Bill Conti, Franco Cassano, Pino Calvi, Quincy Jones, Astor Piazzolla, Aldemaro Romero, Armando Trovajoli, Pino Presti, con il quale formò per gran parte degli anni settanta una della sezioni ritmiche più innovative e richieste anche a livello internazionale.
Nel 1973 partecipa alla prima opera rock italiana ORFEO 9 di Tito Schipa jr., la quale divenne un doppio album e poi un film. Fra gli interpreti Penny Brown, Edoardo Nevola e gli ancora sconosciuti Loredana Bertè e Renato Zero. La direzione musicale fu curata da Bill Conti. Fra i musicisti dell'album compare Tullio De Piscopo alla batteria.
Nei primi anni settanta entrò nel Franco Cerri Quartet, il gruppo formato dal chitarrista Franco Cerri, in cui suona insieme al chitarrista Angelo Arienti e al contrabbassista Giorgio Azzolini. Nel 1973 partecipò anche alla nuova formazione, il Franco Cerri Quintet, con Nando De Luca al pianoforte, Pino Presti al basso elettrico, Giorgio Baiocco al sax e flauto. Nel 1973 e nel 1974 fece parte dei New Trolls Atomic System. Sempre nel 1974, a luglio, partecipò allo storico concerto che ottenne grande consenso di pubblico e di critica a Umbria Jazz, a Orvieto assieme a Gerry Mulligan, Gianni Basso, Renato Sellani, Dodo Goya. A cavallo tra gli anni settanta e ottanta fu endorser Slingerland, Premier e delle batterie italiane HiPercussion, diventando, assieme ai piatti Tosco, tutto il made in Italy del tempo.
Dal 1977 al 1982, per sei anni di seguito, riceve il Premio Speciale 'Oscar', organizzato da E.P.T. O.L.M.A., votato dai giornalisti italiani, come miglior musicista dell'anno.
Nel 1979 Tullio De Piscopo riceve come miglior sessionman dell'anno l'ambito premio Telegatto assegnato dal settimanale Sorrisi e Canzoni TV. Nella stagione 1979/80, il suo singolo Gabbie fu la sigla di chiusura del programma di viaggi tardopomeridiano Sereno variabile, presentato da Alberto Bevilacqua e Maria Giovanna Elmi.

Tullio De Piscopo e Pino Presti (al piano) in un momento di relax prima di un concerto con l'orchestra di Augusto Martelli, 1973

 Nel 1981 realizzò con il pianista Oscar Rocchi l'album Metamorphosis, con la collaborazione di Hugo Heredia al sax soprano e al flauto, Cicci Santucci alla tromba e al flicorno, Sergio Farina alle chitarre e Julius Farmer al basso.
De Piscopo vanta collaborazioni con musicisti di rango fra i quali Max Roach M'Boom Re Percussion, Quincy Jones, Chet Baker, Pantaleon Perez Prado, Dizzy Gillespie, Gerry Mulligan, Bob Berg, Don Cherry, Gil Evans, Sal Nistico, Wayne Shorter, Slide Hampton, Billy Cobham, Kay Winding, Gato Barbieri, Vinícius de Moraes, Toquinho, John Lewis, Buddy DeFranco, Massimo Urbani, Astor Piazzolla, Eumir Deodato, Don Costa, Severino Gazzelloni, Franco Cassano, Alphonso Johnson, Bob Brookmeyer, Naná Vasconcelos, Niels-Henning Ørsted Pedersen, Richie Havens, Mike Melillo, Dave Samuels, Dado Moroni, Franco Cerri, Enrico Intra, Guido Manusardi, Mario Rusca, Sante Palumbo, Stefano Cerri, Gianni Basso, Angel Pocho Gatti, Renato Sellani, Massimo Moriconi, Giorgio Azzolini, Luciano Milanese, Giancarlo Barigozzi, Aldemaro Romero, Donatella Rettore, Claudio Rego, Giovanni Fenati, Roberto Fabbriciani, Mina, Adriano Celentano, Lucio Dalla, Manu Chao, Shirley Bunnie Foy, George Aghedo, Franco Battiato, Fabrizio De André, Enzo Jannacci, e tanti altri.
Fu inoltre batterista nel gruppo di Pino Daniele nei dischi Vai mo', Bella 'mbriana, Sciò, Common Ground, Acqua e Viento, Assaje, Ricomincio da 30, Anema e core; fece parte anche dei grandi tour con Alphonso Johnson, Gato Barbieri, Mel Collins, Mino Cinelu, Karl Potter, Tony Esposito, James Senese, Rino Zurzolo e Joe Amoruso.
Nella trasmissione di Rai 1 Fantastico nel 1986, De Piscopo e Billy Cobham si esibirono in un "Drum Contest", presentato da Pippo Baudo in diretta.
Tullio De Piscopo è anche autore di colonne sonore, tra cui ricordiamo Mi manda Picone di Nanni Loy, Razza selvaggia e Naso di cane di Pasquale Squitieri, e 32 dicembre di Luciano De Crescenzo.
Nel 1987 Tullio De Piscopo è in tour europeo con Gato Barbieri, Joe Amoruso, Rino Zurzolo. Lo stesso anno partecipa con questo gruppo allo spettacolo 'VOTA LA VOCE' trasmesso da CANALE 5 da Piazza Maggiore di Bologna.

Negli anni '90 ha prodotto, insieme all’Associazione Nazionale Musicisti Jazz, Splasc(H) Records e Symphonos Italia, la collana musicale Sicilian Jazz Collection, un progetto discografico in tre album con Mimmo Cafiero, Diego Spitaleri, Gianni Gebbia, Domenico Caliri, Sergio Munafò, Giuseppe Milici e Gaetano Riccobono.

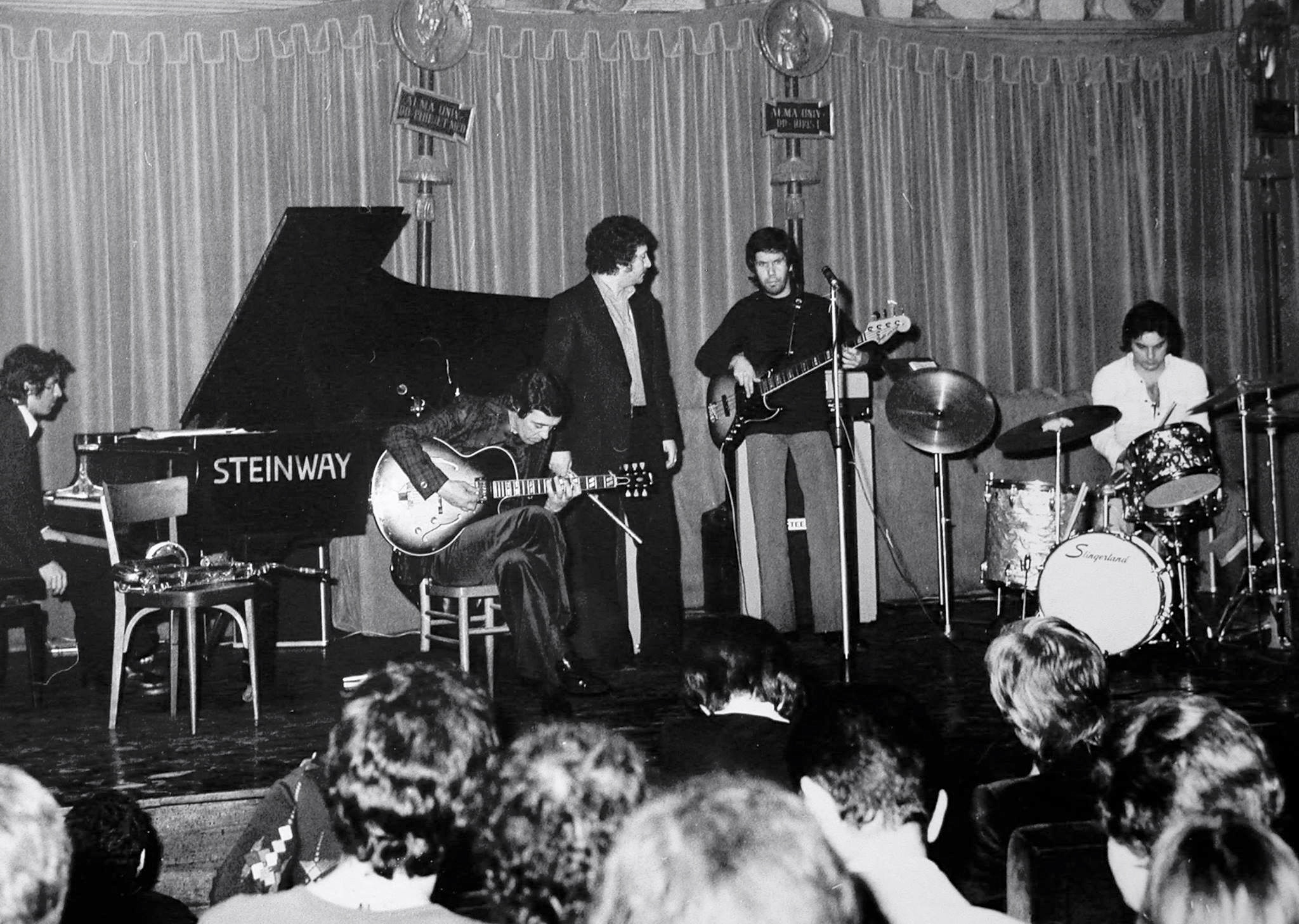
Tullio De Piscopo durante un concerto jazz con Franco Cerri, Giorgio Baiocco, Pino Presti, Nando De Luca

Come cantante ottenne successo con la canzone M'briachete tu, poi la consacrazione con Andamento lento (con la quale partecipò a Sanremo 1988 e vinse il Festivalbar nello stesso anno). Altre canzoni celebri sono E allora e allora (Sanremo 1989) Stop Bajon (1984, rap composto da Pino Daniele), He' fatte 'e solde, eh? (1985), Jastao (estate 1990), e Qui gatta ci cova (Sanremo 1993). I suoi pezzi sono apprezzati per le sonorità jazz-pop, talvolta con venature africane, come in Radio Africa, incisa con Mory Kanté, dove compare anche un curioso campionamento di una celebre frase di Totò "Ammesso e non concesso".
Ad aprile del 1992 dal Teatro Mercadante di Napoli partecipa assieme al Maestro Sergio Bruni a uno spettacolo televisivo in diretta su Rai 2 - Napoli Punto e Basta.
Nel 1999 partecipa all'iniziativa di beneficenza pro-Sarno Un'onda nel mare.
Con Moto perpetuo di un percussionista schizofrenico fu uno dei protagonisti del Lombardia Festival (diretto dai fratelli Luigi e Carmelo Pistillo), nell'edizione del 2000 e del 2002. La suite era stata presentata per la prima volta all'Auditorium della RAI di Napoli con l'Orchestra della Scarlatti diretta da Eric Johnson nel 1986. 

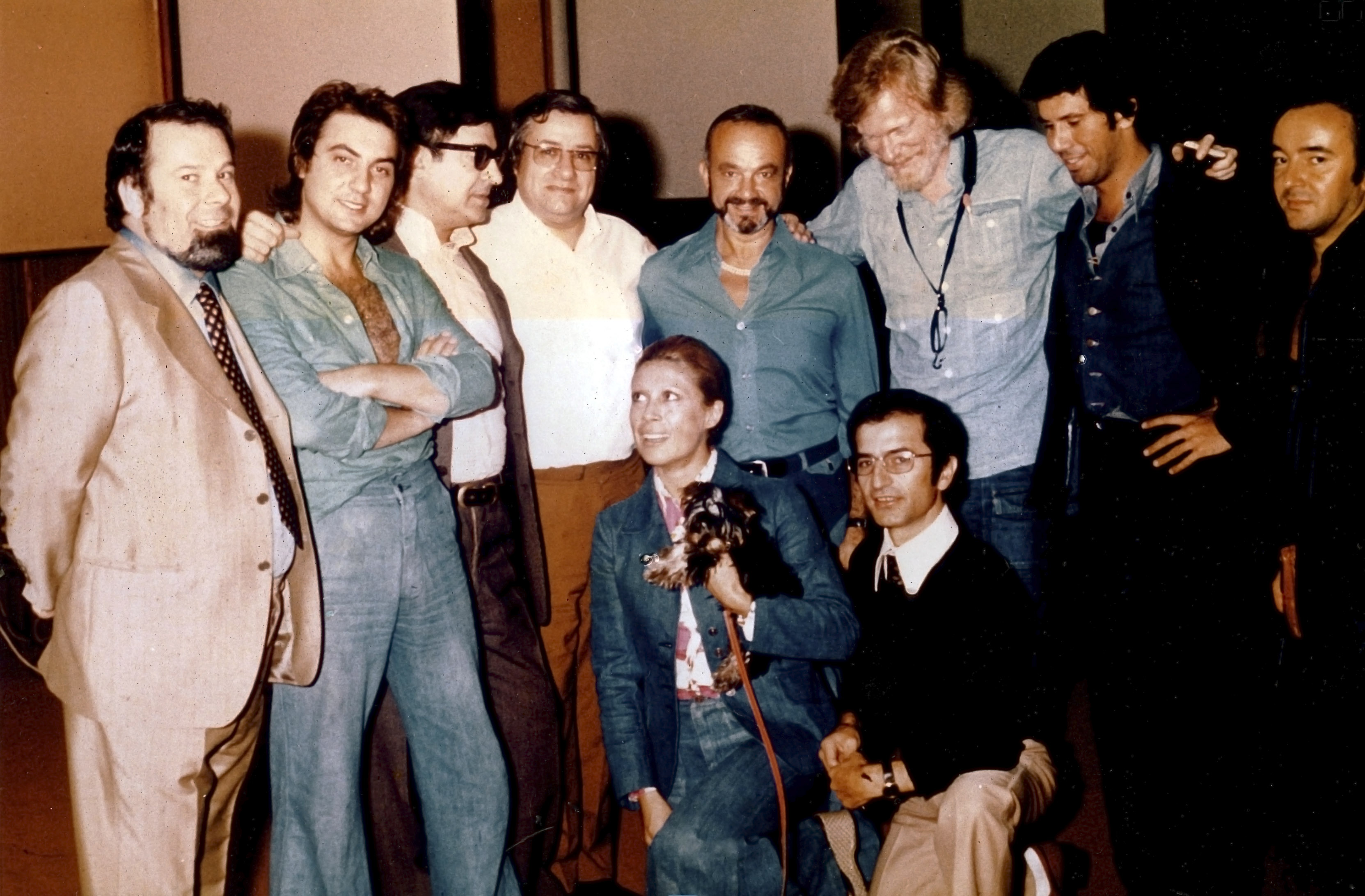
Summit-Reunion Cumbre - Astor Piazzolla e Gerry Mulligan superband

Nel 2008 è tornato a suonare, dopo quasi trent'anni, con Pino Daniele, insieme agli stessi musicisti dell'epoca (James Senese, Tony Esposito, Rino Zurzolo e Joe Amoruso).
Il 5 aprile 2009 Rai 1 trasmise uno spaccato sulla vita di Tullio De Piscopo all'interno del programma "Sabato e Domenica".
Nel mese di dicembre fu in Kenya, dove tenne anche alcuni concerti in con la sua formazione, testimonial per "Malindi Protegge i Bambini", la campagna lanciata dal CISP-Sviluppo dei Popoli, con l'UNICEF e l'Associazione turistica di Malindi e Watamu (Malindi & Watamu Tourism Welfare Group) contro ogni forma di sfruttamento sessuale e commerciale dei bambini e a favore di un turismo responsabile sulla costa del Kenya. La campagna fu patrocinata dal Ministero degli affari esteri.
Nei maggio 2010 uscì il singolo Conga Milonga che ottenne un grande successo nelle radio e tra i giovani DJ. Il brano precedette l'uscita a giugno dell'antologia Questa è la Storia, due CD che raccolgono i primi quarant'anni della sua lunga carriera. Il primo dei due dischi riunisce i sempreverdi, interpretati con ospiti e nuovi remix di brani storici quali Andamento lento, Stop Bajon e E Fatto 'E Sorde! E?. Il secondo CD, invece, vede come protagonista il grande amore di De Piscopo: la batteria. Con questo strumento in primo piano interpreta famosi pezzi di blues, jazz e musica classica, come Carmina Burana, Dies Irae e il Requiem di Verdi. Nel mese di luglio viene premiato all'"Ischia Global Film Fest" per il 150º anniversario dell'Unità d'Italia.
Il 2011 si aprì all'insegna di numerosi eventi e concerti. Il 10 febbraio a La lunga notte della batteria, al Teatro della Luna - Mediolanum Forum, De Piscopo venne riconosciuto come il "guru" dei batteristi italiani.
Il 27 febbraio, all'Auditorium dello Sheraton di Bari, iniziò la collaborazione con la "Jazz Studio Orchestra" di Paolo Lepore. Lo stesso concerto sarebbe stato riproposto il 21 luglio alla Villa Scheibler di Milano in un tributo "Jazz Alchemy", omaggio a Buddy Rich. Esibizione il 2 aprile al Teatro Alessandro Bonci di Cesena con l'Orchestra Sinfonica Giuseppe Verdi di Milano, diretta da Giorgio Leardini, nella suite per piano trio e orchestra da camera, con Carlo Pari al pianoforte e Yuri Goloubev al contrabbasso. Il 2 settembre suonò alla "Notte di Stelle" a Bergamo, con la Big Band diretta da Gabriele Comeglio. Il 17 settembre fu in piazza Santo Stefano a Bologna per l'evento "La strada del Jazz", dedicato a Chet Baker e Alberto Alberti, con un premio conferito a Tullio De Piscopo per commemorare il suo esordio come jazzista, avvenuto proprio nella città emiliana. Ritornò dopo trent'anni al Teatro Lauro Rossi di Macerata con il MTM (Mike Melillo, Tullio De Piscopo e Massimo Moriconi). Il 2011 si concluse con un grande concerto a favore degli alluvionati: "Jazz per Genova".
Il 2012 vide impegnato De Piscopo in una fitta serie di concerti live: Il 12 giugno aprì il "Percfest" di Laigueglia, un evento con cadenza annuale organizzato in memoria del percussionista Naco. Il 4 agosto aprì il Cernobbio Festival (Dal Classico al Jazz). Il 5 agosto si esibì con il violinista Glauco Bertagnin (per anni violino dei Solisti Veneti) all'"Estate Musicale del Garda Gasparo da Salò", in occasione del 54º Festival Violinistico Internazionale. A Salò, la serata "Gasparo All Stars 4et", vide ancora una volta il connubio tra musica classica e jazz; con la collaborazione del pianista Sergio Vecerina e del bassista Franco Catalini vennero eseguite la Suite per violino e trio jazz di Bolling, musiche di Piazzolla, composizioni dello stesso De Piscopo e brani a sorpresa. L'8 agosto partecipò al "World Music Project" di Frosinone. Il 23 agosto fu a Torrepaduli, nel Salento, nel corso di una rassegna di world music.
Il 2012 si conclude al Palapartenope di Napoli con sei concerti in uno spettacolo intitolato "Tutta 'nata storia", con Pino Daniele, James Senese, Tony Esposito, Joe Amoruso, Rino Zurzolo, Enzo Gragnaniello, Raiz e Antonio Onorato.
Nel 2013 De Piscopo ha partecipato al tour mondiale con Pino Daniele, suonando in teatri e jazz festival, con la partecipazione di artisti come Marcus Miller e Mino Cinelu.
Nello stesso anno partecipa al tour di Pino Daniele "Nero a Metà". Nel 2015 uscirà un doppio CD, con la documentazione dell'ultimo concerto di Pino Daniele (il 22 dicembre 2014) a Milano al Mediolanum Forum di Assago.
Alla fine del 2015 esce 50 – Trilogy, CD triplo che racconta l'intera carriera di Tullio De Piscopo attraverso una compilation di 56 brani, fra cui tre inediti (Destino e Speranza, dedicato allo scomparso Pino Daniele, Funky Virus, Canto d'oriente). Il CD viene poi portato in tour nel 2016 in tutta Italia con la collaborazione della Nuova Compagnia di Canto Popolare, Toni Esposito, Rino Zurzolo, Joe Amoruso.
Il 10 giugno 2017 l'Accademia Internazionale Medicea - Comune di Firenze ha insignito Tullio De Piscopo con il premio Lorenzo il Magnifico presso il salone CINQUECENTO - Palazzo Vecchio - Firenze.
A febbraio 2018 Tullio De Piscopo partecipa al Festival di Sanremo, come ospite del gruppo The Kolors.
A novembre 2018 partecipa alla trasmissione televisiva Guarda Stupisci su RAI 2, con Renzo Arbore e l'Orchestra Italiana.

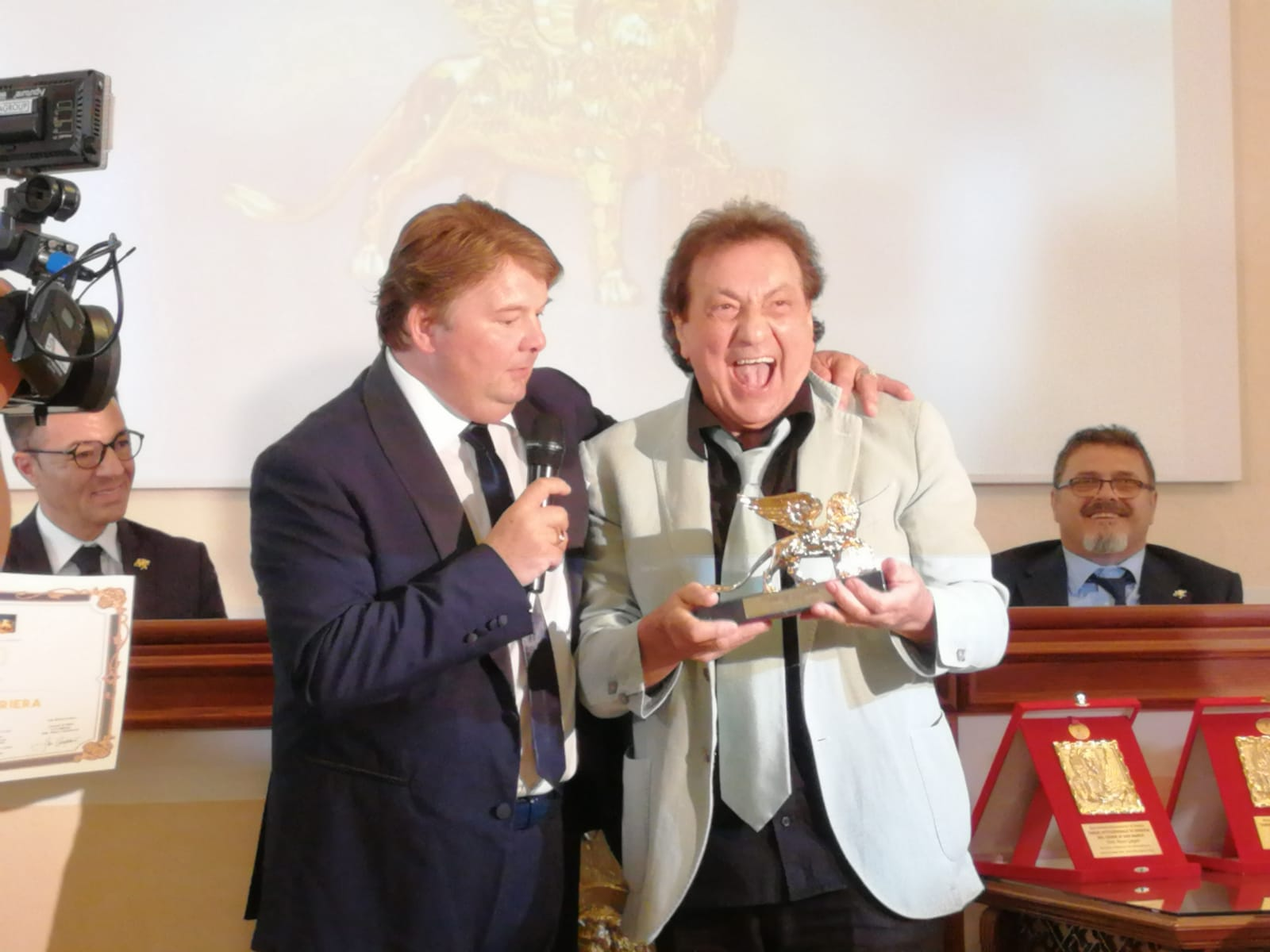
Tullio De Piscopo durante la consegna del Leone d'oro alla Carriera

Il 29 novembre 2018 Tullio De Piscopo è annoverato fra le 100 Eccellenze Italiane nel mondo nella quarta edizione del Premio 100 Eccellenze Italiane presso la Sala della Lupa in Montecitorio.
Nel 2019 prende parte a uno spettacolo chiamato "Cor Unum, Unum Sonum" organizzato dall'Ente Corsa all'Anello durante l'edizione della Rivincita della Corsa all'Anello. Lo spettacolo vedrà la partecipazione dell'artista napoletano insieme agli sbandieratori città di Narni, ai Milites Gattamelata, ai gruppi musici e tamburini della città di Narni e al gruppo Taberna del diavolo.
Nel 2020 insegna batteria presso NAM MILANO in via Ponte Seveso 27 a Milano.
Il 24 giugno 2022 il Comitato dell'Ordine del Leone d'oro di Venezia assegna a Tullio De Piscopo il Leone d’oro di San Marco alla Carriera.
Il 4 giugno 2023, in occasione della festa organizzata allo Stadio Maradona di Napoli per la vittoria dello scudetto ottenuta dalla squadra partenopea, è stato ospite con James Senese e molti altri dell'evento teletrasmesso da Rai 2 in prima serata. Inoltre nel settembre del 2023 partecipa alla 138ª edizione della Fiera di Casalguidi, in provincia di Pistoia.

## Discografia

### Album in studio
- 1974 - Suonando la batteria moderna (Vedette Records, VPA 8179)
- 1976 - Sotto e 'ncoppa (Carosello, CLN 25061) (come Tullio De Piscopo Revolt Group)
- 1976 - Tullio De Piscopo vol. 2 (Carosello, CLN 25067)
- 1978 - Future Percussion (Carosello, CLE 21038)
- 1978 - Concerto per un film: L'arma (Carosello, CLN 25080)
- 1981 - Tullio De Piscopo - Live (Carosello, ORL 9036)
- 1981 - Metamorphosis (Ring Records RLP 511; con Oscar Rocchi)
- 1983 - Acqua e viento (EMI Italiana, 1655291)
- 1985 - Passaggio da oriente (EMI Italiana, 2403881)
- 1986 - Drum symphony (EMI Italiana, 2406531)
- 1988 - Bello carico (EMI Italiana, 7908181)
- 1989 - Album (EMI Italiana, 7922571)
- 1991 - De Piscopo (EMI Italiana, 7962341)
- 1993 - Cosmopolitana (EMI Italiana, 14592 9)
- 1995 - Zzacotturtaic (Fonit Cetra, TLPX 393)
- 1997 - Pasiòn mediterranea (Azzurra Music, TAP012)
- 2001 - Italian jazz machine - Planet jazz (Splasc(h) records, CDH1501.2)
- 2002 - Tempo di perkuotere (Videoradio), 004842)
- 2002 - Cafè do sol di Tullio De Piscopo featuring Isabel Cortez
- 2003 - Intersky 2003 (Video RAI, 017419 004668)
- 2004 - Pummarola Blues Band - Live in Zurich at Moods club (RAI Trade, 600829)
- 2007 - Bona Jurnata (Capriccio, CAPR001)
- 2007 - Un'onda d'amore
- 2009 - Tango para mi suerte
- 2010 - Questa è la storia (103, 0205529CET)
- 2013 - Bitter Sweet (Hydra Music, 8054181010336)
- 2015 - 50 Trilogy, Musica senza padrone - (Warner Music)

### Raccolte
- 1995 - Energia compressa (EMI Italiana, 7243 30088 2 7)
- 1998 - I miei grandi successi (Azzurra Music, 109225)
- 1999 - Il meglio di Tullio De Piscopo

### Antologie
- 1997 - The best of Fox (Giallo Records, SAF 018; contiene le canzoni del primo 45 giri pubblicato da de Piscopo a dicembre del 1971 - Fastness e Coagulation)
- 2010 maggio - Questa è la storia (Edizioni Musicali 103) - Un'antologia della lunga carriera in 2 cd: nel primo i sempreverdi, reinterpretati e remixati, nel secondo grandi pezzi di blues, jazz e musica classica, personalizzati secondo il suo stile.
- 2015 - 50 Trilogy, Musica senza padrone (Warner Music)

### Singoli
- 1971 - Fastness/Coagulation (Analogy, Tre 0)
- 1976 - Semplicità/Funiculì funiculà (Carosello, CI-20434)
- 1978 - Black star/Temptation (Carosello, CI-20472)
- 1980 - Gabbie/Drum dream (Carosello, Cl 20481)
- 1984 - Stop Bajon/Stadera (Bagaria/EMI Italiana, BAG-X 001)
- 1984 - I'sono 'e notte (Bagaria)
- 1985 - E fatto 'e sorde!E?/Radio africa (EMI Italiana, 2009497)
- 1988 - Andamento lento/Tamboo-tamboo da rè (EMI Italiana, 2024577)
- 1988 - Libero/Che cosa hai? (EMI IT)
- 1989 - E allora e allora/Good times my friend (EMI Italiana, 2032867)
- 1990 - Jastaò/Ipnotiko (EMI Italiana, 2039386)
- 1991 - Oulelè magidì/Milano 1969 Tic Tac Toc... (EMI Italiana, 2042956)
- 1993 - Qui gatta ci cova (EMI Italiana, 7243 80524 2 9)
- 1994 - I Tammuri di Andy Surdi e Tullio De Piscopo (Target, GTDS 516)
- 1997 - Maronna che rumba di Tullio De Piscopo e la banda del Mediterraneo (Logo Records, LOGO 001)
- 1999 - Ciapa ciapa el maruchein (Infinity)

## Discografia - Album Jazz - Latin Jazz
- 1970: Franco Cerri di Franco Cerri jazz quartet
- 1971: Quartettino di Franco Cerri jazz quartet
- 1971: 6 di Franco Cerri
- 1971: Explosion di Giorgio Buratti jazz quartet
- 1972: Escandalo di Pantaleon Perez Prado Orchestra
- 1972: Live Suite di Guido Manusardi jazz quartet
- 1972: La Onda Máxima di Aldemaro Romero
- 1973: Weekend's Jazz Impression di Guido Manusardi jazz quartet
- 1973: Mirage di Romano Mussolini
- 1973: Metti una sera Cerri di Franco Cerri
- 1974: Impresii Din Vacantà di Guido Manusardi Trio
- 1974: Libertango di Astor Piazzolla
- 1974: Summit-Reunion Cumbre di Gerry Mulligan e Astor Piazzolla
- 1974: Piazza Sant'Eufemia di Renato Sellani jazz trio
- 1974: Jazz in Italia Jam session
- 1974: Woman's colours di Giancarlo Barigozzi
- 1975: Hit di Gianni Basso jazz quartet
- 1976: Timer di Gian Piero Reverberi
- 1976: Gerry Mulligan meets Enrico Intra - Gerry Mulligan ed Enrico Intra (Produttori Associati)
- 1976: The Scicluna Street di Giorgio Azzolini
- 1976: Suspension di Mario Rusca Jazz quartet
- 1976: Onda Nueva Instrumental di Aldemaro Romero
- 1976: Lumière / Suite Troileana di Astor Piazzolla
- 1977: Silence and other sounds di Roxy Robinson
- 1977: Stayrway to Heaven di Gian Piero Reverberi
- 1977: Future Percussion di Tullio De Piscopo quintet
- 1977: Il meglio del jazz from italy di Jazz idea
- 1977: Afrodite di Oscar Valdambrini-Dino Piana Quintet
- 1977: No Secrets di Larry Nocella
- 1977: Momenti di Jazz al Capolinea dal II incontro tra musicisti italiani, L.P.
- 1977: Stright Ahead di Slide Hampton Jazz quintet
- 1978: Chatka di Riccardo Zappa
- 1978: Black Star di Tullio De Piscopo
- 1978: Josè Mascolo di Josè Mascolo
- 1978: Jazz Promotion di Sante Palumbo-Stefano Cerri
- 1978: Chador di Astor Piazzolla
- 1978: Mundial di Astor Piazzolla
- 1978: Collection di Astor Piazzolla
- 1979: Biyuya di Astor Piazzolla
- 1979: Jazz Jamboreè di Gianni Basso-Franco D'Andrea
- 1979: Franco Cerri introducing Dado Moroni di Dado Moroni-Julius Farmer Tullio De Piscopo
- 1980: Chet Baker Estival Jazz Switzerland di Chet Baker quintet
- 1980: Ragtimes and drags di Cesare Poggi
- 1981: Bluesology di Niels Henning Orsted Pedersen- Franco Ambrosetti
- 1981: Don Costa plays the Beatles con la Don Costa Orchestra
- 1981: Tullio De Piscopo Live di Tullio De Piscopo
- 1983: Max Leaps Inn di Massimo Urbani Jazz Quartet
- 1983: The Tropicals di Oscar Rocchi Afro Jazz Group
- 1984: Bam Bamsha di Oscar RocchiFunky Jazz Group
- 1985: Enrico IV-Oblivion Colonna sonora di Astor Piazzolla
- 1986: John Lewis Plays the Beach di John Lewis
- 1987: Tango Nuevo di Astor Piazzolla e Gerry Mulligan
- 1988: Tullio De Piscopo presenta Lalla Morini di Lalla Morini
- 1991: Jazz in Italy di Basso- Manusardi
- 1991: Jazz Friends di Sal Nistico
- 1991: Song for Larry A-Varts
- 1992: Citè Tango di Astor Piazzolla
- 1992: Astor Piazzolla di Astor Piazzolla
- 1993: Pic Nic Suite di Claude Bolling
- 1994: Tempo JAZZ di Mario Rusca Pretext
- 1994: Around the time di Everest Group
- 1998: Classic in jazz (Tring, 030240 052328; con Cesare Poggi e Stefano Cerri)
- 2000: Jazz & Blues di Storyville Jazz Band (Azzurra Music)
- 2001: Italian Jazz Machine di Tullio De Piscopo
- 2001: Jazz WALKING di Tullio De Piscopo
- 2002: Tempo di Perkuotere di Tullio De Piscopo
- 2009: Arriving Soon Soul 4 di Mattia Cigalini
- 2009: Why stop now ! Big band alla stars - Mike Stern, Randy Breker, Mike Mainieri, Bob Mintzer, Slide Hampton, Eddie Daniels, Mike Stern
- 2010: Questa è la storia di Tullio De Piscopo
- 2013: Parapsycho di Doris Norton
- 2013: Bitter Sweet di Tullio De Piscopo + Buddy De Franco
- 2014: A volte arriva il jazz - live al Blue Note di Marco Massa, special guest Renato Sellani, Tullio De Piscopo, Francesco Baccini

## Partecipazioni

Foto interna dell'album Vai mo. Da sinistra in alto: Fabio Forte, Pino Daniele, Tullio De Piscopo, James Senese, Rino Zurzolo, Joe Amoruso, Tony Esposito

- 1970: Na Na Hey Hey Kiss Him Goodbye di Patrick Samson – Arrangiamento/direzione d'orchestra Angelo Giacomazzi (45 giri)
- 1971: Milan... la nebbia di Niny Comolli
- 1971: Canzoni di Edith Piaf di Milva
- 1971: Sudamericana di Al Korvin - Angel Pocho Gatti Orchestra
- 1971: Da tremila anni (Musica della parola) di Simon Luca
- 1971: Parabola di Roberto Vecchioni
- 1971: Er più - Storia d'amore e di coltello di Adriano Celentano
- 1971: Na Bruna di Sergio Bruni
- 1972: Jannacci Enzo di Enzo Jannacci
- 1972: Softly as I leave you di Tony De Vita
- 1972: Megh di Mario Barbaja
- 1972: Ballerai-Hey yaba Hey di Patrick Samson – Arrangiamento/direzione d'orchestra Angelo Giacomazzi
- 1972: 15ª Raccolta di Fausto Papetti
- 1972: Dialogo tra un impegnato e un non so di Giorgio Gaber
- 1972: Orfeo 9 di Tito Schipa Jr. Arrangiamenti/direzione d'orchestra Bill Conti
- 1972: Saldi di fine stagione di Roberto Vecchioni
- 1972: Thunder and Lightning di Mirageman
- 1972: Cinquemilaquarantatre di Mina – Arrangiamenti/direzione d'orchestra Pino Presti
- 1972: Domenica sera di Mina – Arrangiamento/direzione d'orchestra Pino Presti
- 1972: Le mie immagini di Peppino Gagliardi
- 1972: The best of FP4 di gli Slickers
- 1972: Dal 72 all'81 - Collana Pino Calvi Romantic Trio
- 1973: L'Arca di Vinícius de Moraes
- 1973: Dal mio lontano di Renato Pareti
- 1973: Non preoccuparti/Adesso ricomincerei di Lara Saint Paul– Arrangiamenti/direzione d'orchestra Quincy Jones
- 1973: N.T. Atomic System di New Trolls Atomic System
- 1973: Music For Television di Quincy Jones Orchestra
- 1973: 16ª Raccolta di Fausto Papetti
- 1973: 17ª Raccolta di Fausto Papetti
- 1973: Cioè... voglio dire... di Corrado Castellari
- 1973: Far finta di essere sani di Giorgio Gaber
- 1973: La notte mi vuole bene di Franco Simone
- 1973: Frutta e verdura di Mina – Arrangiamenti/direzione d'orchestra Pino Presti
- 1973: Amanti di valore di Mina – Arrangiamenti Pino Presti e Carlo Pes
- 1973: L'uomo che si gioca il cielo a dadi di Roberto Vecchioni
- 1973: Kumbaya di Mnogaja Leta Quartet
- 1973: La Famiglia degli Ortega di La Famiglia degli Ortega
- 1973: E poi... di Mina – Arrangiamento/direzione d'orchestra Pino Presti
- 1973: Lamento d'amore di Mina – Arrangiamento/direzione d'orchestra Pino Presti
- 1974: Barbaja di Mario Barbaja
- 1974: 18ª Raccolta di Fausto Papetti
- 1974: 19ª Raccolta di Fausto Papetti
- 1974: Una notte sul Monte Calvo/Somewhere di New Trolls Atomic System
- 1974: The Real McCoy di Augusto Martelli
- 1974: Anche per oggi non si vola di Giorgio Gaber
- 1974: Son sempre io la donna di Dania
- 1974: A un certo punto di Ornella Vanoni
- 1974: Tempi dispari di New Trolls Atomic System
- 1974: La voglia di sognare di Ornella Vanoni
- 1975: Quelli che... di Enzo Jannacci
- 1975: Da bambino mi hanno detto di Ninni Carucci
- 1975: 20ª Raccolta di Fausto Papetti
- 1975: 21ª Raccolta di Fausto Papetti
- 1975: Minacantalucio di Mina – Arrangiamenti/direzione d'orchestra Gabriel Yared
- 1975: Il tempo degli dei di Donatello
- 1976: Starting di Momo Yang
- 1976: Giovanni Fenati in concerto di Giovanni Fenati
- 1976: 22ª Raccolta di Fausto Papetti
- 1976: 23ª Raccolta di Fausto Papetti
- 1976: L'anniversario di Domenico Modugno
- 1976: Libertà obbligatoria di Giorgio Gaber
- 1976: O vivere o ridere di Enzo Jannacci
- 1976: Certe volte... di Pino Donaggio
- 1976: L'industria dell'obbligo di Enzo Maolucci
- 1976: Nastro giallo di Massimo Bubola
- 1976: Timer di Gian Piero Reverberi
- 1976: Cara Napoli di Iva Zanicchi
- 1977: Leapoli di Fausto Leali
- 1977: Classics di Dino Siani
- 1977: Migrazione di Dario Baldan Bembo
- 1977: Sono nato per errore di Gianni Neri
- 1977: L'ordine è pubblico? di Giangilberto Monti
- 1977: Secondo te...Che gusto c'è? di Enzo Jannacci
- 1977: 24ª Raccolta di Fausto Papetti
- 1977: 25ª Raccolta di Fausto Papetti
- 1977: Erton Revelation FreeShow
- 1977: Dedicato a te di Santino Rocchetti
- 1977: Pareti di Renato Pareti
- 1977: Donatella Rettore di Donatella Rettore
- 1977: Botte da orbi di Roberto Colombo
- 1977: Femmina di Marcella Bella
- 1977: Per amarti di Mia Martini
- 1977: Carta straccia di Alberto Radius
- 1978: E' sparita l'orsa maggiore di Tiziano Cantatore
- 1978: Oasis di Il Guardiano del Faro
- 1978: Rimini di Fabrizio De André
- 1978: Polli di allevamento di Giorgio Gaber
- 1978: Vincenzo Spampinato di Vincenzo Spampinato
- 1978: Tecadisk di Adriano Celentano
- 1978: 26ª Raccolta di Fausto Papetti
- 1978: 27ª Raccolta di Fausto Papetti
- 1978: I Love America di Fausto Papetti (cover del brano di Patrick Juvet)
- 1978: Santino Rocchetti di Santino Rocchetti
- 1978: L'Arma Film di Pasquale Squitieri, colonna sonora
- 1979: Poco zucchero di Faust'O
- 1979: Un asinello di nome Platèro di Lucia Mannucci e Antonio Virgilio Savona
- 1979: Now di Belle Époque
- 1979: Giants di The Giants (Polydor 088)
- 1979: Backdoor Man di The Giants (Polydor 198)
- 1979: Suspicion di Stefano Pulga
- 1979: L'era del cinghiale bianco di Franco Battiato
- 1979: Brivido divino di Donatella Rettore
- 1979: 28ª Raccolta di Fausto Papetti
- 1979: 29ª Raccolta di Fausto Papetti
- 1979: Foto ricordo di Enzo Jannacci
- 1979: America Good-Bye di Alberto Radius
- 1979: Vivendo cantando di Don Backy
- 1979: Sbucciami di Cristiano Malgioglio
- 1979: 1979 Il Concerto - Omaggio a Demetrio Stratos di artisti Vari
- 1980: Colonna di Maurizio Colonna
- 1980: Kano di Kano
- 1980: Ci vuole orecchio di Enzo Jannacci
- 1980: Magnifico delirio di Donatella Rettore
- 1980: Astrolimpix di Roberto Colombo
- 1980: Innamorata, innamorato, innamorati di Toto Cutugno
- 1980: Barnaba di Barnaba
- 1980: Nuove registrazioni di Enzo Jannacci
- 1980: Un'idea ce l'ho di Valerio Cirelli
- 1980: 30ª Raccolta di Fausto Papetti
- 1980: 31ª Raccolta di Fausto Papetti
- 1980: Razza Selvaggia Film di Pasquale Squitieri
- 1980: Geppo il folle di Adriano Celentano
- 1980: Incontro di Dino Siani e la sua grande orchestra
- 1981: New York Cake di Kano
- 1981: Nikka Costa di Nikka Costa
- 1981: Amor Mediterraneo di Bertín Osborne
- 1981: Deus di Adriano Celentano
- 1981: The ultimate Italian disco di Funk Collection
- 1981: Vai mo' di Pino Daniele
- 1981: E domani? di Giangilberto Monti
- 1981: 32ª Raccolta di Fausto Papetti
- 1981: 33ª Raccolta di Fausto Papetti
- 1981: Estasi clamorosa di Donatella Rettore
- 1982: Bella'mbriana di Pino Daniele
- 1982: 34ª Raccolta di Fausto Papetti
- 1982: Raffaella Carrà 82 di Raffaella Carrà (HISPAVOX HVX 70701)
- 1982: In the air tonight di Fausto Papetti
- 1983: I concerti live @ RTSI di Pino Daniele
- 1983: Concertando con Antonio e Marcello di Antonio e Marcello
- 1983: Questa gente non mi va di Alberto Barbero
- 1983: Un'età da sballo Colonna sonora originale del film (Ariston-ARLP12404)
- 1983: Common Ground di Richie Havens
- 1983: Mi manda Picone Film di Nanny Loy
- 1984: Icecream L.P. Durium
- 1984: Sció live di Pino Daniele
- 1984: Assaje di Lina Sastri
- 1985: Song for Europe di Dino Siani
- 1985: Babilonia di Antonio e Marcello
- 1986: Bolero mix di Vari autori
- 1986: Naso di cane Film di Pasquale Squitieri
- 1987: Blues Metropolitano di Pino Daniele
- 1987: Sinuhè di Pino Daniele
- 1988: Alhambra di James Senese e Gil Evans
- 1988: 32 dicembre Film di Luciano De Crescenzo
- 1988: Bbona Ventura di Sesto Senso
- 1989: Uiallalla di Mina
- 1989: 30 anni senza andare fuori tempo di Enzo Jannacci
- 1990: Warehous di Raves 4
- 1990: Il Jazz Rock di Renzo Arbore Compilation, Curcio editore
- 1994: Sono tre parole di Christian De Sica
- 1996: Sansone e Dalila di Marco Frisina e Ennio Morricone
- 1996: Mosè la Bibbia di Marco Frisina e coro
- 1996: Definitive Balearic beats di Classic Balearic
- 1997: Scaccomatto di Baraonna
- 1997: Goodmorning di Dineka
- 1998: O'cuorp' 'e Napule (compilation)
- 2002: Uno come te di Gigi D'Alessio
- 2005: Dimmelo di Nello Daniele
- 2006: Rezophonic dei Rezophonic nella canzone Il Riso di Tullio
- 2007: Oltre il giardino di Fabio Concato
- 2008: Ricomincio da 30 di Pino Daniele
- 2014: Escandalo di Pérez Prado (re-edit)
- 2014: Love Child di Pérez Prado / Don Alfio (re-edit)
- 2015: Born under Saturn di Django Django
- 2015: Nero a metà Live - Il concerto - Milano 22 dicembre 2014 di Pino Daniele

## Premi
Ha ottenuto il premio artistico culturale e musicale "Armando Gill", nella seconda edizione agosto 2009 a Grottolella, in provincia di Avellino.
Nel 2022 riceve a Venezia, il Leone D'Oro alla carriera.